# Liste der Kulturdenkmäler in Kohlgrund (Bad Arolsen)
Die folgende Liste enthält die in der Denkmaltopographie ausgewiesenen Kulturdenkmäler auf dem Gebiet des Ortsteils Kohlgrund der  Stadt Bad Arolsen, Landkreis Waldeck-Frankenberg, Hessen.
Hinweis: Die Reihenfolge der Denkmäler in dieser Liste orientiert sich an der Anschrift, alternativ ist sie auch nach der Bezeichnung, der vom Landesamt für Denkmalpflege vergebenen Nummer oder der Bauzeit sortierbar.
Kulturdenkmäler werden fortlaufend im Denkmalverzeichnis des Landes Hessen durch das Landesamt für Denkmalpflege Hessen auf Basis des Hessischen Denkmalschutzgesetzes (HDSchG) geführt. Die Schutzwürdigkeit eines Kulturdenkmals hängt nicht von der Eintragung in das Denkmalverzeichnis des Landes Hessen oder der Veröffentlichung in der Denkmaltopographie ab.

Das Denkmalverzeichnis für diesen Bereich liegt noch nicht vor. Die bisher bekannten Bau- und Kunstdenkmäler hat das Landesamt für Denkmalpflege Hessen in sogenannten Arbeitslisten erfasst. Den Arbeitslisten liegen Erkenntnisse aus Akten, Ortsbegehungen und Denkmalinventaren, jedoch keine neuere systematische Forschung, zugrunde. Die Benehmensherstellung mit der Gemeinde gemäß § 11 Abs. 1 HDSchG ist noch nicht erfolgt.
Das Vorhandensein oder Fehlen eines Objekts in dieser Liste ist keine rechtsverbindliche Auskunft darüber, ob es Kulturdenkmal ist oder nicht: Diese Liste entspricht möglicherweise nicht dem aktuellen Stand der offiziellen Denkmaltopographie. Diese ist für Hessen in den entsprechenden Bänden der Denkmaltopographie Bundesrepublik Deutschland und im Internet unter DenkXweb – Kulturdenkmäler in Hessen einsehbar. Auch diese Quellen sind, obwohl sie durch das Landesamt für Denkmalpflege Hessen aktualisiert werden, nicht immer aktuell, da es im Denkmalbestand immer wieder Änderungen gibt.
Eine verbindliche Auskunft erteilt allein das Landesamt für Denkmalpflege Hessen.
Nutze diese Kartenansicht, um Koordinaten in der Liste zu setzen. In dieser Kartenansicht sind Kulturdenkmale ohne Koordinaten mit einem roten bzw. orangen Marker dargestellt und können in der Karte gesetzt werden. Kulturdenkmale ohne Bild sind mit einem blauen bzw. roten Marker gekennzeichnet, Kulturdenkmale mit Bild mit einem grünen bzw. orangen Marker.

## Gesamtanlagen
| Bild            | Bezeichnung                          | Lage           | Beschreibung | Bauzeit | Objekt-Nr. |
| --------------- | ------------------------------------ | -------------- | ------------ | ------- | ---------- |
| Bild gesucht BW | Gesamtanlage 1 Historischer Ortskern | Kohlgrund Lage |              |         | 170487 DDB |

## Kulturdenkmäler
| Bild            | Bezeichnung               | Lage | Beschreibung | Bauzeit | Objekt-Nr. |
| --------------- | ------------------------- | --- | --- | ------- | ---------- |
| Bild gesucht BW | evangelische Kirche       | Erlinghäuser Straße 3 LageFlur: 1, Flurstück: 187/3                                                            | Die eigentliche Kirche aus Kohlgrund befindet sich nicht mehr im Ort, sondern wurde in den Hessenpark umgesetzt. |         | 828772 DDB |
| Bild gesucht BW | Flurquerdielenhaus        | Erlinghäuser Straße 6 LageFlur: 1, Flurstück: 84/4                                                             | |         | 924074 DDB |
| Bild gesucht BW | Längsdielenhaus           | Erlinghäuser Straße 12 LageFlur: 1, Flurstück: 66/2                                                            | |         | 170491 DDB |
| Bild gesucht BW | Fachwerkwohnhaus          | Erlinghäuser Straße 22 LageFlur: 1, Flurstück: 45/2                                                            | |         | 170492 DDB |
| Bild gesucht BW | Gesindehaus               | Gut Eilhausen 2 LageFlur: 4, Flurstück: 119/2                                                                  | |         | 170490 DDB |
| Bild gesucht BW | ehemalige Eilhäuser Mühle | Gut Eilhausen 2, Mühlenwiese, Gut Eilhausen, Eilhausen LageFlur: 4, Flurstück: 112/1, 118, 119/2, 92, 93, 94/2 | |         | 170489 DDB |
| Bild gesucht BW | ehem. Revierförsterei     | Gut Eilhausen 3 LageFlur: 4, Flurstück: 109/1                                                                  | |         | 953188 DDB |
| Bild gesucht BW | Schulhaus, Altes          | Neudorfer Straße 1 LageFlur: 4, Flurstück: 59/21                                                               | |         | 170494 DDB |
| Bild gesucht BW | Fachwerkwohnhaus          | Stricker Straße 1 LageFlur: 1, Flurstück: 171/1                                                                | |         | 170495 DDB |
| Bild gesucht BW | Flurquerdielenhaus        | Udorfer Straße 1 LageFlur: 1, Flurstück: 217/4                                                                 | |         | 170496 DDB |
| Bild gesucht BW | Pumpstation               | Udorfer Straße LageFlur: 1, Flurstück: 206/11                                                                  | |         | 828774 DDB |

Die Kirche aus Kohlgrund wurde in den Hessenpark disloziert.